# ام‌تی‌اس اوشناس
ام‌تی‌اس اوشناس (به انگلیسی: MTS Oceanos) یک کشتی تفریحی به طول ۱۵۳ متر (۵۰۲ فوت) بود. این کشتی در سال ۱۹۵۲ ساخته شد. اوشناس در ۴ اوت ۱۹۹۱ در آب‌های اقیانوس سواحل آفریقای جنوبی به سوی بندر دوربان، پس از عملیات نجات هوایی همه مسافران بدون تلفات جانی، غرق شد.